# Elsie de Wolfe

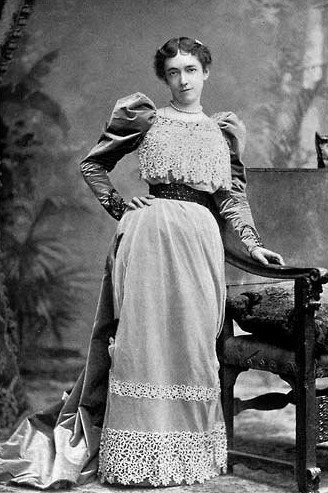
Elsie de Wolfe, um 1880

Elsie de Wolfe (* 20. Dezember 1865 in New York als Ella Anderson de Wolfe; † 12. Juli 1950 in Versailles, Île-de-France), besser bekannt als Lady Mendl, war Amerikas erste professionelle Innenarchitektin.

## Leben
Ella Anderson de Wolfe war die Tochter einer wohlhabenden New Yorker Familie. Sie besuchte ein Mädchen-College in Edinburgh und galt als ausgesprochen intelligent – sie sprach mehrere Fremdsprachen und zeigte sich an Literatur und Malerei interessiert. Nach ihrem Schulabschluss debütierte sie am Hofe der Königin Victoria und reiste viel. Im Jahre 1890 verstarb ihr Vater, ein prominenter Arzt, und hinterließ seiner Familie einen erheblichen Schuldenberg. Anstatt reich zu heiraten, entschied die junge Frau, ein unabhängiges Leben zu führen.

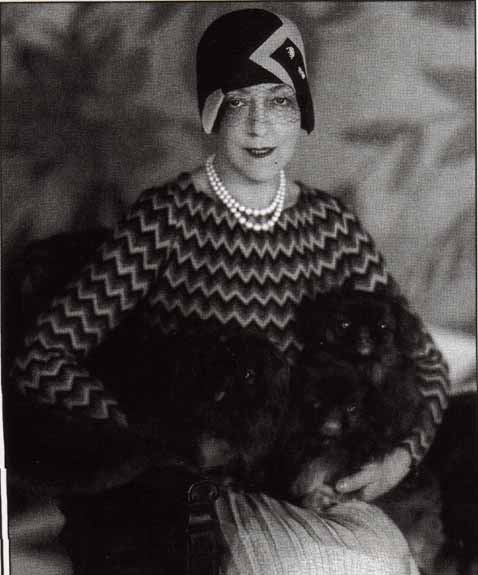
Elsie de Wolfe, 1920

Im Sommer 1891 – sie nannte sich jetzt Elsie de Wolfe – debütierte sie in der Titelrolle der Fabienne, neben ihrem Kollegen Sir Johnston Forbes-Robertson, in Thermidor von Victorien Sardou. Zur selben Zeit lernte sie die Theater- und Literaturagentin Elisabeth Marbury (1856–1933) kennen und lieben. In den nächsten zwanzig Jahren wurde Marbury ihre ständige Begleiterin, bis Elsie überraschend im März 1926 den Attaché der britischen Botschaft in Paris, Sir Charles Ferdinand Mendl (1871–1958), heiratete. Elsie de Wolfe hatte eine lebenslange Liebe zu Frankreich und kaufte 1903 zusammen mit Elisabeth Marbury und Anne Tracy Morgan die Villa Trianon in Versailles und ließen das Anwesen restaurierten. Trotz der fehlenden Ausbildung zur Krankenschwester pflegte sie während des Ersten Weltkriegs die Verletzten in den Lazaretten. Nach dem Krieg wurden ihr von der französischen Regierung die Orden Croix de guerre und Ehrenlegion verliehen.
Den Durchbruch als Innenarchitektin erreichte Elsie de Wolfe im Jahre 1905, als sie den ersten Frauen-Club The Colony Club – gegründet von Florence Jaffray „Daisy“ Harriman (1870–1967) und Anne Tracy Morgan (1873–1952) – in New York einrichtete. Elsie de Wolfe gilt als Pionierin und Vorreiterin der Design-Szene und hat den Beruf salonfähig gemacht. Zu ihren Kunden zählten unter anderem Anne Vanderbilt, Anne Tracy Morgan, Consuelo Vanderbilt und der Duke und Duchess of Windsor sowie Henry Clay Frick für sein Haus an der 5th Avenue (heute die Frick Collection).

## Werke (Auswahl)
- 1913 The house in good taste, illustrated with photographs in color and black and white. Publisher: The Century Co. New York, Published 1915
- 1934 Elsie de Wolfe’s Recipes for Successful Dining
- 1935 After All